# 切爾沃內 (外喀爾巴阡州)
48°25′51″N 22°16′22″E / 48.43083°N 22.27278°E
切爾沃涅（烏克蘭語：Червоне）是位於烏克蘭西部外喀爾巴阡州的烏日霍羅德區的村莊，始建於1946年，面積0.013平方公里，2001年人口869，人口密度每平方公里66,846人。